# Matt Valenti

Zawodnik Penn Quakers

Matt Valenti (ur. 12 kwietnia 1984) – amerykański zapaśnik w stylu wolnym. Brązowy medalista mistrzostw panamerykańskich z 2009 roku.
Zawodnik Kittatinny Regional High School z hrabstwa Sussex i University of Pennsylvania. Trzy razy All-American (2004, 2006, 2007) w NCAA Division I, pierwszy w 2006 i 2007; piąty w 2004 roku.